# Валькертсгофен
Валькертсгофен (нім. Walkertshofen) — громада в Німеччині, знаходиться в землі Баварія. Підпорядковується адміністративному округу Швабія. Входить до складу району Аугсбург. Складова частина об'єднання громад Штауден.
Площа — 12,68 км2. Населення становить 1118 ос. (станом на 31 грудня 2020).